# Xorides alpestris
Xorides alpestris là một loài tò vò trong họ Ichneumonidae.